# Wichard Joachim Heinrich von Möllendorf
Wichard Joachim Heinrich von Möllendorf (ur. 7 stycznia 1724 w Lindenbergu, obecnie dzielnicy Wittenberge, zm. 28 stycznia 1816 w Havelbergu) – pruski feldmarszałek od 1793 roku.
Od 1740 w służbie króla Prus, Fryderyka II, najpierw jako paź, a chorąży w wojnie o sukcesję austriacką. Odznaczył się w wojnie siedmioletniej, najpierw jako kapitan w bitwie pod Lutynią (5 grudnia 1757) i oblężeniu Wrocławia, mianowany majorem, w bitwach pod Hochkirch i pod Torgau. Po kolejnym sukcesie w bitwie pod Burkatowem w 1762, otrzymał awans na generała-majora. Od 1774 był generałem lejtnantem, dowodził korpusem wojsk pruskich w wojnie o sukcesję bawarską. W 1782 został gubernatorem wojskowym Berlina. W 1787 mianowany generałem piechoty.
Dla przeprowadzenia II rozbioru Polski 24 stycznia 1793 roku wkroczył na czele wojsk pruskich do Rzeczypospolitej, zajmując Wielkopolskę i Pomorze.
W 1794 uczestniczył w wojnie z rewolucyjną Francją.